# Hassan Koubeissi
Hassan Kobeissi, né le 15 avril 1941 et mort le 5 juillet 2006 à Beyrouth au Liban, est un philosophe, sociologue, anthropologue et traducteur libanais.

## Biographie
Il a suivi ses études universitaires à la Faculté des lettres de l'université libanaise, où il a obtenu, en 1965, une licence en philosophie. En 1980, il a soutenu et obtenu son doctorat à l'université Saint-Joseph de Beyrouth sous la direction de Farid Jaber et Khalil El Jarr. 
Dans sa thèse, intitulée Rodinson et le prophète de l’Islam, en deux parties, il décortique la méthodologie « marxiste » suivie par Maxime Rodinson dans son livre Mahomet qui analyse la biographie du prophète Mahomet. La première, un essai de critique, a été publiée au Liban par la maison d’édition Dar Al Mânchurât Al Jami’iyah. En revanche, la seconde, qui est une traduction du livre de Rodinson Mahomet, n’a pas été publiée, par crainte des maisons d’éditions libanaises des conséquences que peut engendrer une telle publication, à une époque où l’intégrisme religieux atteignit son point culminant pendant la guerre civile libanaise.
Quelques années plus tard, Hassan Koubeissi est devenu maître de conférences à l'Institut de sociologie de l'université libanaise. Dans un même temps, il a traduit, du français en arabe, une suite de livres des grands philosophes et anthropologues dont : Friedrich Wilhelm Nietzsche, Claude Lévi-Strauss, Jean-Paul Sartre, Mircea Eliade, Erich Fromm, Jacques Lombard et d’autres.
En 1993, Hassan Koubeissi, reçoit le prix du meilleur livre traduit en arabe, pour sa traduction du livre La Nostalgie des origines de Mircea Eliade. 

## Traductions
- La Nostalgie des origines de Mircea Eliade
- Les Dragons de l'Éden de Carl Sagan
- Généalogie de la morale de Friedrich Wilhelm Nietzsche
- Anthropologie structurale de Claude Lévi-Strauss
- Introduction à l’ethnologie de Jacques Lombard
- L'Ombre et son double de Dalal El Bizri[1]
- Le langage oublié : introduction à la compréhension des rêves, des contes et des mythes de Erich Fromm